# Gary Curson
Gary Curson (* 1948) ist ein britischer Jazzmusiker (Alt- und Sopransaxophon, Komposition).

## Leben und Wirken
Curson studierte Malerei und erwarb den Bachelor of Arts am St Martin's College und den Master an der Slade School (1979–1984). Im Alter von 28 Jahren begann er 1976 autodidaktisch mit dem Altsaxophonunterricht. In den frühen 1980er-Jahren spielte er dann mit Jim Dvorak, Nick Evans, Roberto Bellatalla und Jim Lebaigue im Londoner Improvisationsensemble Dreamtime, mit dem eine Reihe von Alben entstand. Ebenso spielte im Louis Moholo Trio und Louis Moholos Viva La Black. Um 2000 gründete er mit Justin Paterson und Margo Sagov die Formation Jackout. Unter Beteiligung von Keith Tippett entstand 1998 das Dreamtime-Album Zen Fish. Im Quartett The Number nahm Curson mit Keith Tippett, John Edwards und Mark Sanders das Album The Making of Quiet Things (Slam 2006) auf. Im Bereich des Jazz war er laut Tom Lord zwischen 1983 und 2005 an acht Aufnahmesessions beteiligt.